# 康河街道
康河街道是中华人民共和国四川省成都市青羊区下辖的一个街道办事处。

## 行政区划
康河街道下辖以下村级行政区划单位：
乐平社区、董家坝社区、康河社区和马厂社区。